# Oligomyrmex overbecki
Oligomyrmex overbecki är en myrart som beskrevs av Hugo Viehmeyer 1916. Oligomyrmex overbecki ingår i släktet Oligomyrmex och familjen myror. Inga underarter finns listade i Catalogue of Life.